# Dongko (plaats)
Dongko is een bestuurslaag in het regentschap Trenggalek van de provincie Oost-Java, Indonesië. Dongko telt 9630 inwoners (volkstelling 2010).